# おやこでみようちびっこドーガ
「おやこでみよう!ちびっこドーガ」は、フジテレビのインターネット配信番組として2013年4月10日から2014年3月25日まで見参楽で配信していた子ども向け番組である。
前身の「週刊!NIPPONちびっこランド」から、各コーナーを子どもたちが見やすいように編成・構成された番組。
見参楽の他、iTunes、YouTube、GYAO!、ニコニコ動画でも配信されていた。

## 出演者
- 篠原ともえ（トモンガ）
- 森篤史（モリンガ）
- 大貫真代（マヨンガ）
- 森岳志（ナレーション）
- 山口繭（ナレーション）

## スタッフ
- 企画：廣瀬直史
- プロデューサー：関克哉、駒木哲
- 構成：佐藤修
- 技術：ケイファイブ
- ディレクター：土屋隆俊、西村マサ、黒木麻耶
- 音響効果：平間文人
- アートディレクター:ミルトミタル
- オープニングCG:古橋洋輔
- Flashアニメ：大野佑佳